# Piaocao
Piaocao (kinesiska: 票草) är en köping i sydvästra Kina. Den ligger i Yunyang härad i storstadsområdet Chongqing, omkring 270 kilometer nordost om det centrala stadsdistriktet Yuzhong. Antalet invånare är 14 637. Befolkningen består av 7 297 kvinnor och 7 340 män. Barn under 15 år utgör 26,0 %, vuxna 15-64 år 59 %, och äldre över 65 år 14,0 %.